# اوادو
اوادو (به ایتالیایی: Ovada) یک کومونه در ایتالیا است که در استان آلساندریا واقع شده‌است.

## خصوصیات
اوادو ۳۵٫۳ کیلومترمربع مساحت و ۱۱٬۶۱۳ نفر جمعیت دارد و ۱۸۶ متر بالاتر از سطح دریا واقع شده‌است.